# Tove Nilsen
Tove Nilsen (Oslo, 25 ottobre 1952) è una scrittrice norvegese.
Esordisce come scrittrice nel 1974 con il romanzo Aldri la dem kle deg forsvarsløst naken. Nelle sue opere si dimostra molto attenta alla tematiche femminili, al mondo giovanile e alle trasformazioni che subisce la società in cui vive: tutto questo viene affrontato dalla scrittrice con uno stile esuberante, grazie al quale ha ottenuto importanti riconoscimenti da parte della critica.
Tra i premi ricevuti in patria si ricordano il Premio Språklig nel 1984, il Premio Sarpsborg nel 1991, il Premio Riksmål nel 1993, il Premio Oktober nel 1995 e infine la prestigiosa nomina al Premio del Consiglio Nordico.

## Opere
- Aldri la dem kle deg forsvarsløst naken (Mai vestire gli ignudi) romanzo (1974)
- Helle og Vera (Helle e Vera) romanzo (1975)
- Tonje - snart 11 år (1976)
- Hendene opp fra fanget ( Mani in alto al prigioniero) racconti (1977)
- De skulle bare visst romanzo (1977)
- Gerhard  romanzo (1978)
- Fritt løp romanzo (1980)
- Skyskraperengler romanzo (1982)
- Vi tier ikke (1983)
- Den svarte gryte romanzo (1984)
- I stedet for dinosaurer romanzo (1987)
- Oslobilder (1988)
- Chaplins hemmeligheter romanzo (1989)
- Amazonaspornografen romanzo (1991)
- Øyets sult romanzo (1993)
- Lystreise romanzo (1995)
- Skyskrapersommer romanzo (1996)
- G for Georg  romanzo (1997)
- Etter Kairo romanzo (2000)
- Kvinner om natten romanzo (2001)
- Kretadøgn romanzo (2003)
- Skrivefest (2005)
- Sommer 2005 romanzo (2006)

In italiano
- La fame dell'occhio ("Øyets sult", 1993, trad. it. 1999), Iperborea (ISBN 88-7091-083-0)